# Anthidium banningense
Anthidium banningense är en biart som beskrevs av Cockerell 1904. Anthidium banningense ingår i släktet ullbin och familjen buksamlarbin. Inga underarter finns listade.

## Utseende
Ett övervägande svart bi med smala, ljusgula till krämfärgade markeringar.

## Ekologi
Arten är ett solitärt bi som föredrar bergsområden. Den är polylektisk, det vill säga generalist när det gäller födan, och hämtar näring från flera olika blommande växter som korgblommiga växter likt Chaenactis och guldgrävarblommor, strävbladiga växter likt Cryptantha och faceliasläktet, ärtväxter likt chileväpplingar samt grobladsväxter likt penstemonsläktet. Som alla ullbin samlar honan dessutom växtfibrer som hon klär larvcellerna med. Det förekommer att larverna parasiteras av guldstekeln Chrysis florissanticola.

## Utbredning
Utbredningsområdet omfattar västra USA, bland annat Kalifornien, där den är tämligen vanlig, och Utah.